# Georges Martin (ingeniero)
Georges Martin (14 de marzo de 1930 – 29 de julio de 2017) fue un ingeniero automovilístico francés. Diseñó diferentes motores de combustión interna, como el the Motor Poissy que se incorporó en marcas como Simca, Chrysler, Talbot, Plymouth o Dodge de 1961 a 1991, así como también el famoso Motor V12 Matra Sports para el equipo de Fórmula 1 de Matra.

## Biografía

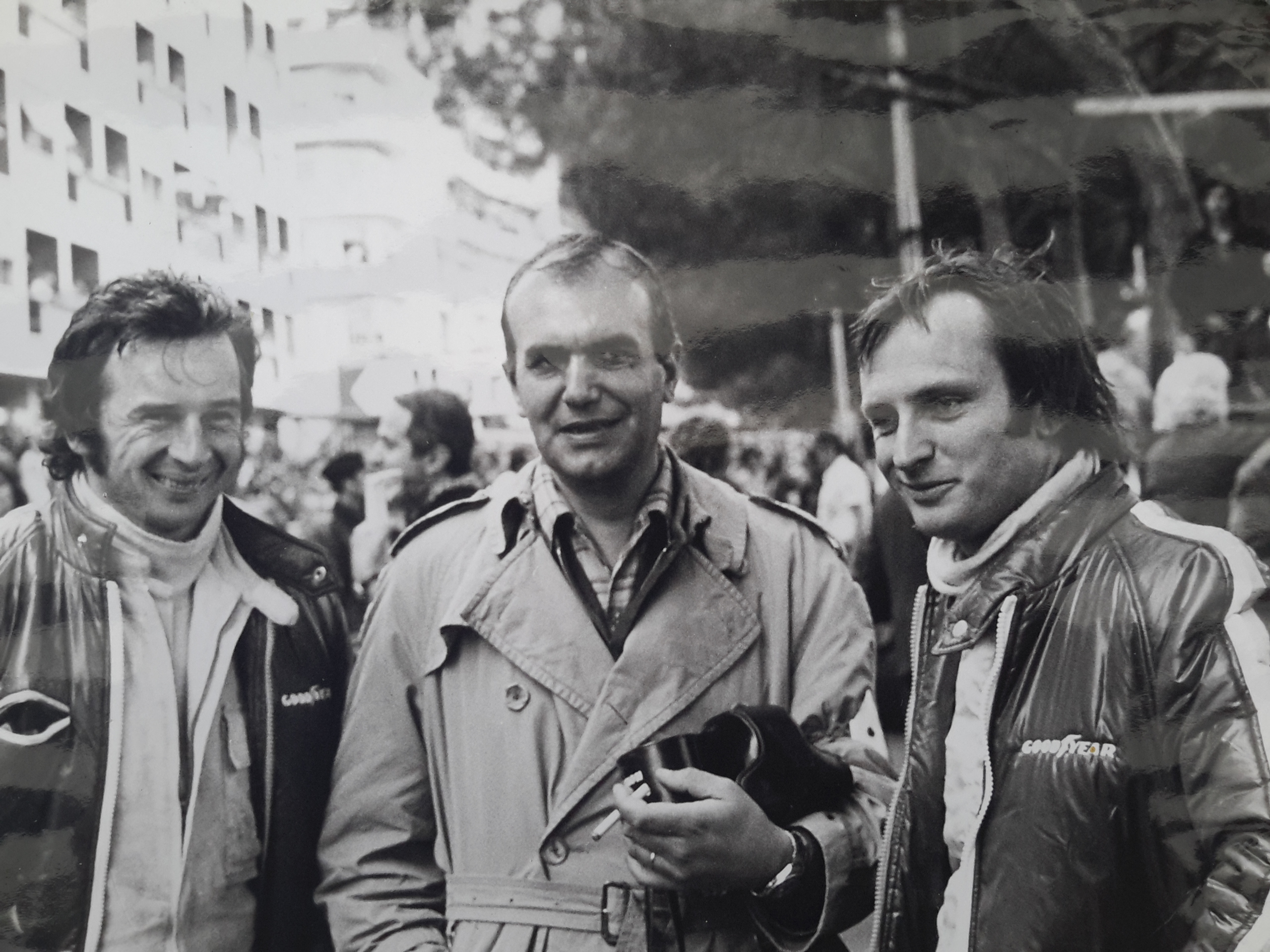
Jean-Pierre Beltoise, Georges Martin y Chris Amon en el Gran Premio de Mónaco de 1971.

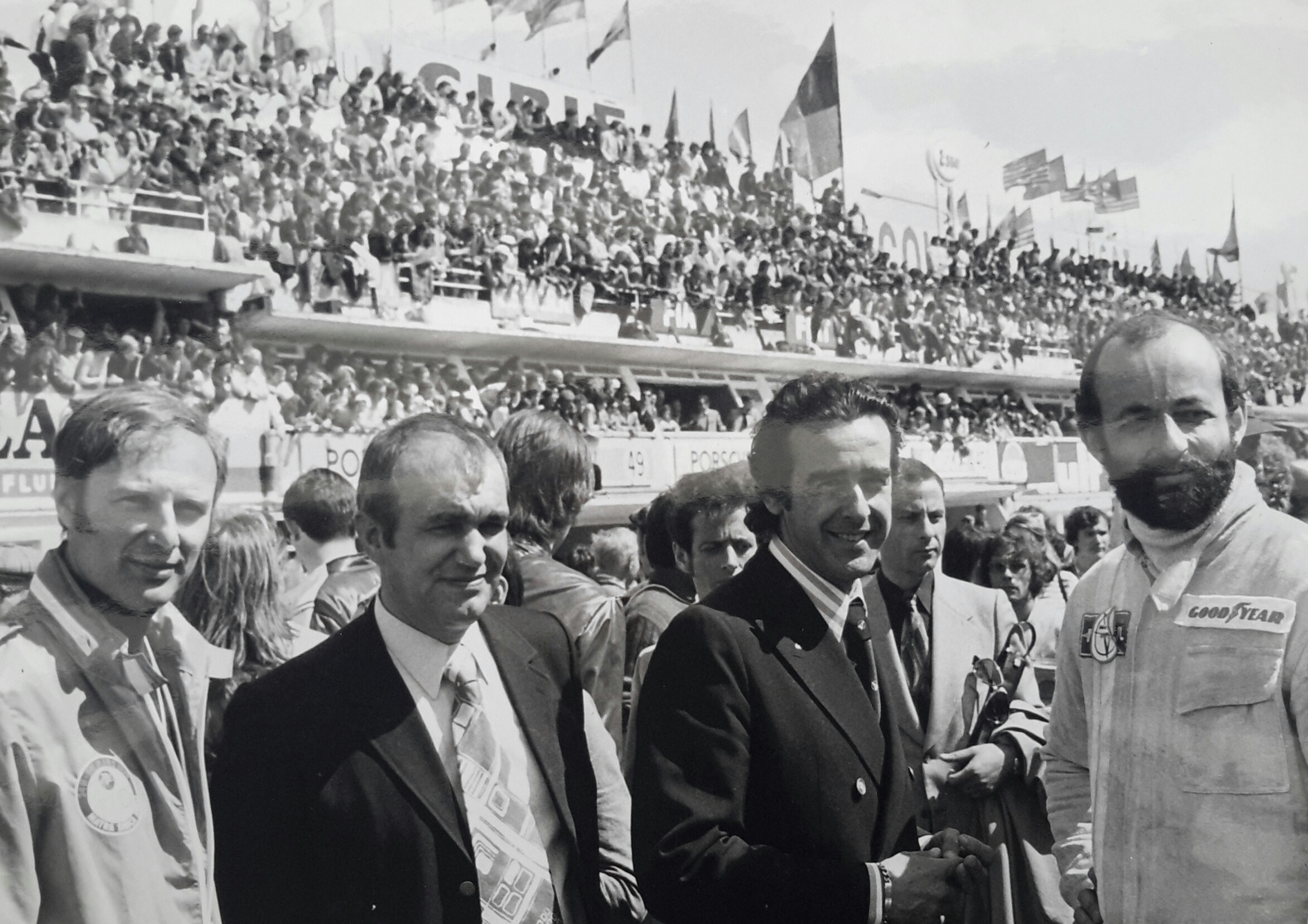
Primera victoria de Matra en las 24 horas de Le Mans de 1972. Bernard Boyer, Georges Martin, Jean-Luc Lagardère, Henri Pescarolo.

Martin se unió a Simca en 1959, y desde 1966 trabajó en Matra donde diseñó el Motor V12 Matra Sports. En la el departamento de diseño de Simca, construyó el famoso Motor Poissy que estuvo en producción en diversas cilindradas durante 30 años, desde su primera aparición en el Simca 1000 en 1961 hasta la última producción bajo propiedad de Peugeot en 1991, donde se instaló en el Peugeot 309. Este motor se caracterizaba por su fiabilidad y potencia para su cilindrada limitada. Era bastante avanzado para su época, tenía un cabezal y un sumidero de aluminio, cinco cojinetes principales y una relación de compresión razonablemente alta, pero a veces era criticado por tener un tren de válvulas ruidoso. El ruido de las válvulas fue el resultado de una decisión de diseño de priorizar la fiabilidad sobre la comodidad, lo que resultó en la instalación de una doble cadena que no requería tensor pero que era más ruidosa. Este motor fue muy famoso en la década de los 70 y fue instalado en multitud de coches como Simca, Matra, Chrysler, Talbot, Peugeot, Plymouth o Dodge.
Martin se unió a Matra a finales de 1966, gracias a su colega en Simca, Philippe Guédon, que se convirtió en CEO de Matra. Al llegar a Matra, realmente no sabía qué se esperaba de él. Fue Jean-Luc Lagardère quien le dijo que trabajaría para la Fórmula 1. El objetivo era diseñar un motor que desarrollaba 150 CV por litro. El resultado de los esfuerzos de Martin fue el motor V12 Matra Sports para la Fórmula 1 que sirvió a Matra para sus victorias en Le Mans de 1972 a 1974, así como en varias victorias en Grandes Premios de Fórmula 1.